# Eishockey-Bundesliga (Österreich) 1966/67
Meister der Österreichischen Eishockey-Liga 1966/67 wurde zum zehnten Mal der Vereinsgeschichte und zum vierten Mal in Serie der EC KAC.

## Bundesliga

### Modus
Die fünf Vereine spielten jeweils vier Mal gegeneinander.

### Tabelle
| Platz | Team                  | Sp | S  | U | N  | Tore   | Punkte |
| ----- | --------------------- | -- | -- | - | -- | ------ | ------ |
| 1.    | EC KAC                | 16 | 15 | 1 | 0  | 106:26 | 31     |
| 2.    | EV Innsbruck          | 16 | 9  | 0 | 7  | 64:49  | 18     |
| 3.    | EC Kitzbühel          | 16 | 6  | 2 | 8  | 63:77  | 14     |
| 4.    | Wiener Eislauf-Verein | 16 | 4  | 2 | 10 | 53:67  | 10     |
| 5.    | ATSE Graz             | 16 | 3  | 1 | 12 | 27:94  | 7      |

10. Meistertitel für den KAC.
TopscorerAdolf Bachler (EC Kitzbühel)  26 Punkte (23 Tore, 3 Torvorlagen)

## Nationalliga A
| Platz | Team               | Sp | S | U | N | Tore  | Punkte |
| ----- | ------------------ | -- | - | - | - | ----- | ------ |
| 1.    | VEU Feldkirch      | 10 | 8 | 1 | 1 | 59:31 | 17     |
| 2.    | EK Zell am See     | 10 | 7 | 2 | 1 | 64:17 | 16     |
| 3.    | EC Innsbruck Pradl | 10 | 5 | 3 | 2 | 50:28 | 13     |
| 4.    | EC Ehrwald         | 10 | 3 | 1 | 6 | 31:47 | 7      |
| 5.    | ASKÖ Wien          | 10 | 2 | 2 | 6 | 22:45 | 6      |
| 6.    | SV Leoben          | 10 | 0 | 1 | 9 | 18:76 | 1      |

Die VEU Feldkirch stieg als Meister der Nationalliga in die Bundesliga auf.